# Маяк Лоу-Пойнт
Маяк Лоу-Пойнт (англ. Low Point Lighthouse), известный также как маяк Флэт-Пойнт (англ. Flat Point Lighthouse), — маяк, расположенный на мысе Лоу-Пойнт на территории деревни Нью-Виктория на восточном входе в залив Сидни-Харбор, который служит естественной гаванью для города Сидни, графство Кейп-Бретон, провинция Новая Шотландия, Канада. Построен в 1832 году. Автоматизирован в 1988 году. Признан объектом исторического наследия в 2006 году.

## История

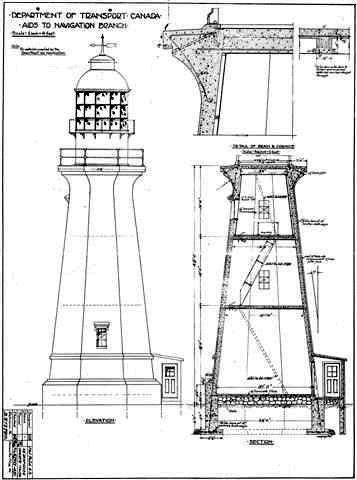
План четвёртого маяка

Город Сидни был крупнейшим промышленным центром острова Кейп-Бретон в XIX веке (и остаётся им и по сей день), потому безопасная навигация до залива Сидни-Харбор, который служит для него естественной гаванью, была важна для всего острова. В 1832 году парламент Новой Шотландии одобрил петицию о строительстве маяка на восточном входе в залив Сидни-Харбор, и уже в ноябре этого же года строительство было завершено. Маяк представлял собой восьмиугольную деревянную башню, стороны которой были окрашены попеременно в белый и красный цвета, на вершине которой была фонарная комната Неподалёку также был построен деревянный дом смотрителя. Стоимость работ составила 770 фунтов. Оба названия мыса, но котором построен маяк Лоу-Пойнт и Флэт-Пойнт) хорошо отражают особенности местности: берег там действительно низкий и плоский, потому корабли могут сесть на мель, что делает наличие маяка в это точке важным для навигации. В 1833 году сильный порыв ветра сорвал крышу с маяка, и некоторое время маяк не работал. В 1877 году на маяк установили более просторную двенадцатигранную фонарную комнату. В 1903 году было построено дополнительное здание для противотуманного сигнала, стоимость здания и сигнала составила $4600. В 1908 году на маяке снова заменили фонарную комнату на круглую, а сам осветительный аппарат — на линзу Френеля третьего поколения. В 1915 году были проведены работы по защите маяка от эрозии. В 1938 было построено современное здание маяка, представляющее собой восьмиугольную белую бетонную башню высотой 22 метра. В 1953 году был построен дом помощника смотрителя и маяк был электрифицирован. В 1962 году был построен еще один дом для второго помощника смотрителя. По мере смены оборудования на более современное, надобность в помощниках отпала, и в 1977 году дом второго помощника был продан и вывезен со станции, а в 1987 году тоже случилось и с домом первого помощника. В 1988 году маяк был полностью автоматизирован. 
В 2006 году маяк был признан объектом культурного наследия. В 2017—18 годах его отреставрировали на собранные краудфандингом деньги.